# DVD authoring
DVD authoring – tworzenie interfejsów płyt DVD, w formatach miniDVD, DVD, których zawartość można wyświetlać w komputerze osobistym lub odbiorniku telewizyjnym. Opracowany w trakcie edycji interfejs jest narzędziem do sterowania zawartością płyty.
Podczas authoringu wykonywane są następujące czynności:
- zapisanie do postaci cyfrowej obrazu i dźwięku
- zakodowanie do MPEG-1 lub MPEG-2 obrazu dla DVD-Video
- zakodowanie do Dolby Digital lub DTS lub MPEG Audio lub LPCM dźwięku dla DVD-Video
- wykonanie projektu graficznego do interfejsu
- dostosowanie napisów i masek menu do wymogów Specyfikacji DVD-Video
- połączenie wszystkich elementów audio-video odpowiednimi linkami w celu zapewnienia współpracy z użytkownikiem
- sformatowanie obrazu płyty
- zapisanie tego obrazu na odpowiednim nośniku (DVD-R, DLT, DVD-R for authoring, przenośny dysk twardy) i  przekazanie go do tłoczni

Wyróżnia się dwie klasy oprogramowania do DVD authoringu:
- narzędzia wbudowane w edytory wideo (niekiedy także edytory grafiki), gdzie DVD authoring jest ostatnim etapem pracy użytkownika, po zebraniu materiałów źródłowych i sporządzeniu prezentacji.
- wyspecjalizowane programy do DVD authoringu, które posługują się opracowanymi uprzednio w innych programach materiałami, np. przygotowanym filmem. Najbardziej popularny, profesjonalny program do DVD authoringu to Scenarist firmy Sonic.

Rozwój oprogramowania zamazuje częściowo różnice między klasami oprogramowania, gdyż programy do DVD authoringu dysponują zazwyczaj narzędziami do pobierania i prostej edycji materiałów filmowych, fotograficznych i dźwiękowych.